# Dody Goodman
Dolores "Dody" Goodman, född 28 oktober 1914 i Columbus, Ohio, död 22 juni 2008 i Englewood, New Jersey, var en amerikansk skådespelare. Hon är mest känd för rollen som den pratglada skolsekreteraren Blanche i musikalfilmerna Grease och Grease 2. Hon var också rösten bakom Miss Miller i den kultförklarade tecknade serien Alvin & the Chipmunks.

## Filmer och tv-serier i urval
- 1976 – Mary Hartman, Mary Hartman
- 1978 – Grease
- 1979 – The Mary Tyler Moore Hour
- 1981-1984 – Diffrent Strokes
- 1982 – Grease 2
- 1983-1984 – St Elsewhere
- 1984 – Splash
- 1985 – Privat område
- 1988 – Splash Too
- 1986-1988 – Alvin & the Chipmunks